# Мансар, Франсуа
Франсуа́ Манса́р (фр. François Mansart, Mansard; 23 января 1598, Париж — 23 сентября 1666, Париж) — архитектор позднего французского Ренессанса и раннего «классицизирующего барокко» эпохи правления короля Людовика XIII. Мансар выработал свой самобытный архитектурный стиль национального французского классицизма с элементами барокко. Он является автором многочисленных построек, главным образом частных особняков — отелей с башнями, наружными лестницами, высокими трубами и крутыми крышами, чердачные помещения в которых названы его именем — мансардами.

## Биография
Франсуа Мансар родился в парижском предместье Сен-Виктор в семье Абсалона Мансара (d’Absalon Mansart), мастера-плотника на службе короля, и Мишель Ле Руа, которая также происходила из семьи архитекторов и инженеров, в том числе Филибера Ле Руа, архитектора Версаля правление короля Людовика XIII. Франсуа был четвёртым из семи детей. Его дед был мастером-каменщиком, а двое дядьёв Франсуа также были художниками — один скульптором, а другой архитектором. Зять Франсуа, Ж. Готье, был одновременно скульптором и архитектором, и именно он занялся воспитанием и обучением мальчика после того, как его отец скончался в 1610 году. Франсуа было тогда всего двенадцать лет. В дальнейшем Мансар стал учеником популярного в эпоху Генриха IV и Марии Медичи арихитектора Саломона де Броса — создателя Люксембургского дворца в Париже.

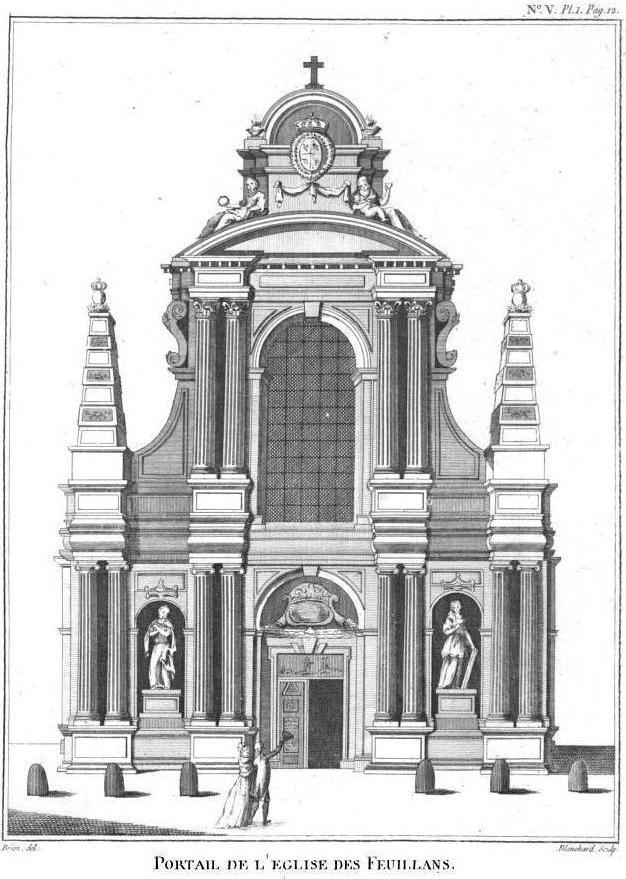
Фасад церкви ордена фельянов. 1623. Гравюра 1790 года

С 1618 по 1621 год, представляя своего дядю Марселя Ле Руа, Франсуа руководил работами по реконструкции Нового моста в Тулузе по планам Жака Лемерсье. В 1621 году он отправился в Нормандию для выполнения аналогичной миссии на Руанском мосту. У Мансара не было возможности поехать в Италию, поскольку он не мог прервать свою деятельность. Он изучал архитектуру благодаря своей обширной библиотеке, которая познакомила его с французской архитектурой XVI века и архитектурой итальянского Возрождения.
Первой самостоятельной работой Мансара стал в 1623 году фасад церкви монашеского ордена фельянов на улице Сен-Оноре в Париже. Это здание не сохранилось, а наиболее ранней из уцелевших построек архитектора является шато (замок) в Бальруа близ Байё (современный департамент Кальвадос). Этот проект, начатый в 1626 году, был выполнен по заказу Жана де Шуази, приближённого принца Гастона Орлеанского (брата короля Людовика XIII).
В этом замке уже присутствуют все особенности индивидуального стиля Мансара: пирамидальные объемы, увенчанные «фонарями» крыши, наружная лестница. Эта архитектурная композиция повторяет план созданного им замка Плесси-Бельвиль (1628). Здесь также используется система лестниц из тёсаного камня. Кроме того, Мансар создал террасу со стороны двора и со стороны сада, которая «открывает замок» в пространство сада; эта формула часто используется в дальнейшем. В 1634 году уже и сам принц заказал Мансару перестройку своего замка в Блуа, из которого была построена лишь часть (нынешнее крыло Гастона Орлеанского). Это был колоссальный проект, от которого отказались в 1638 году, с рождением будущего короля Людовика XIV, поскольку Гастон Орлеанский после этого события перестал быть наследником престола.
В 1641 году маркиз, министр финансов Рене де Лонгёй приказал Мансару перестроить свой замок Мезон-Лаффит, в котором повторились многие элементы замка Баллеруа и он стал «настоящей моделью для более поздней архитектуры», как отметил Жак-Франсуа Блондель в своем «Курсе гражданской архитектуры» (1771). Это по-настоящему укрепило репутацию архитектора, который отличался ещё и привычкой превышать отпущенные средства на строительство; он без колебаний разрушал то, что считал плохо построенным. Так, построив крыло Шато де Мезон, он приказал его разрушить и перестроить, чтобы получить результат, который бы его удовлетворил. Арест Рене де Лонгёя привёл к приостановке работ, которые возобновились только в 1658 году.
В 1645 году королева Анна Австрийская поручила архитектору проект монастыря и церкви Валь-де-Грас в Париже, поводом к их строительству которых было рождение сына. Однако уже на стадии возведения фундамента расходы на строительство превысили начальную смету, и завершение проекта в 1646 году было перепоручено другому архитектору — Жаку Лемерсье, который в основном сохранил планы Мансара, но для последнего потеря королевского заказа стала ударом.
В 1650-е годы, когда Мансару покровительствовал кардинал Мазарини, архитектор подвергся нападкам политических противников последнего. В печати появлялись памфлеты, обвинявшие его в самовлюблённости, расточительстве и пренебрежении интересами заказчиков. Вначале эти нападки не отвратили клиентов архитектора, но заказов от частных лиц стало меньше после восхождения на престол главного заказчика архитектурных проектов короля Людовика XIV. Когда в 1664 году король предпринял перестройку Лувра, суперинтендант финансов Жан-Батист Кольбер поначалу поручил Мансару подготовку планов восточного крыла дворца (с колоннадой). Однако архитектор слишком долго не мог подготовить окончательный план и снова потерял королевский заказ. На следующий год Кольбер обратился к Мансару с заказом на постройку капеллы-усыпальницы дома Бурбонов в базилике Сен-Дени. В этом случае архитектор успешно завершил проект крестово-купольного здания, но постройка так и не была начата. Король же приблизил к себе главного соперника Мансара, Луи Лево, поручив ему строительство грандиозного дворца в Версале.
По иронии судьбы, достраивать Версаль выпало внучатому племяннику Мансара — Жюлю Ардуэну, который в честь знаменитого предка принял псевдоним «Ардуэн-Мансар». В своих работах он охотно использовал оставшиеся нереализованными наброски и планы деда. В частности, проект капеллы-усыпальницы Бурбонов Ардуэн-Мансар использовал при работе над куполом церкви Дома инвалидов в Париже.

## Стиль и творческое наследие
Начало карьеры Франсуа Мансара совпало по времени с периодом повышения социальной активности. Большинство его заказчиков были выходцами из среднего класса, обогатившимися на службе короне. Богатые буржуа стремились подчеркнуть свой социальный статус строительством роскошных загородных резиденций (шато) и городских особняков — отелей. Теми же соображениями руководствовались и придворная аристократия. и сами монархи, для которых роскошь дворцов служила символом силы их власти.
В своих проектах Мансар стремился придать объёмно-пространственной композиции здания предельную чёткость и лаконичность, придерживаясь регулярной планировки, не поступаясь при этом свойственным французской традиции богатым пластическим решением фасадов. Практически во всех проектах он использовал традиционную для Франции крутую крышу с изломом, создававшую возможность устройства под стропилами обитаемых помещений, которая стала зваться «мансаровой» (отсюда и термин «мансарда»).
Работая в эпоху правления короля Людовика XIII, Мансар исходил из традиций предыдущей эпохи — французского Ренессанса Школа Фонтенбло школы Фонтенбло.

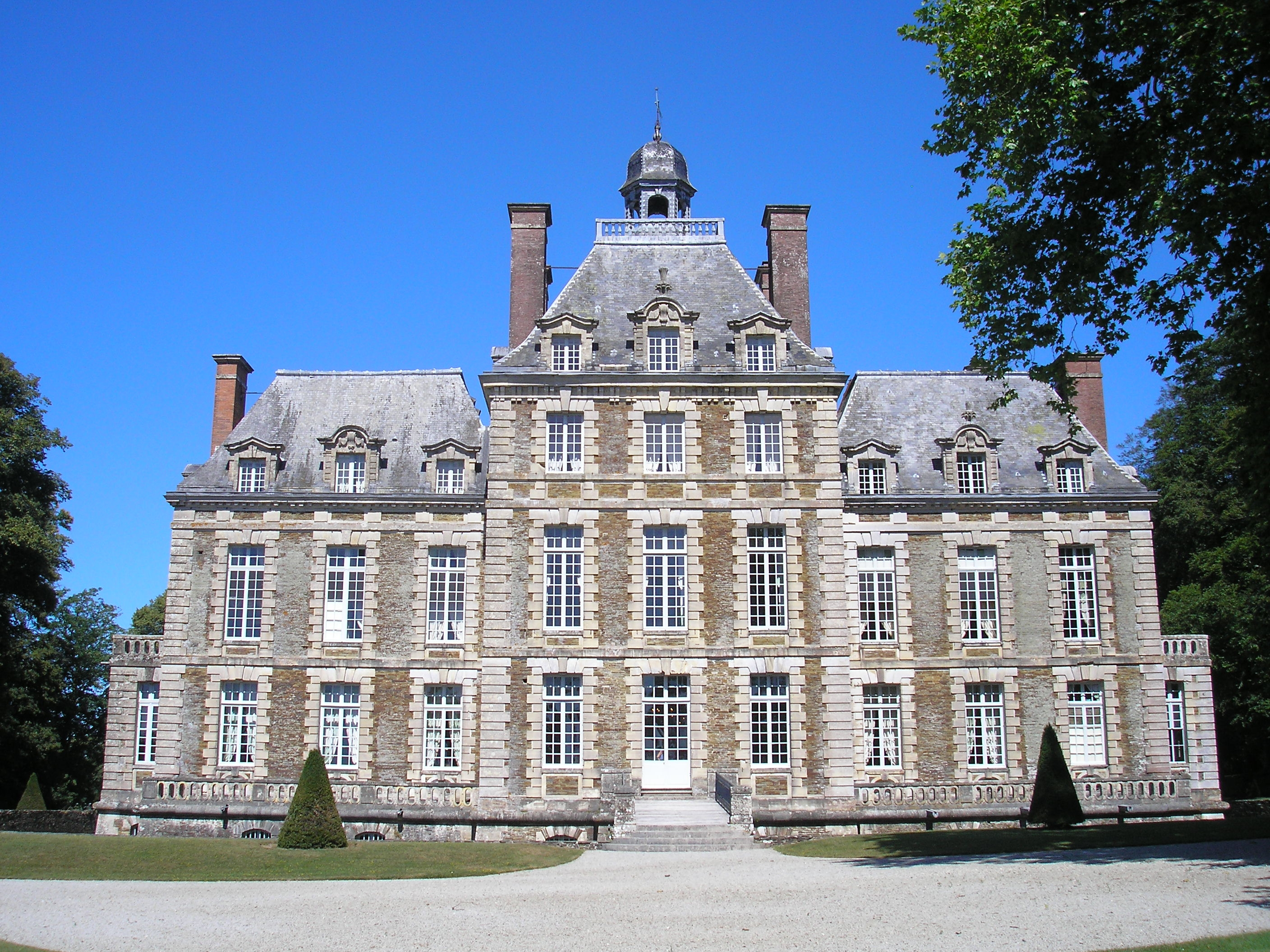
Шато Бальруа. Нормандия. Проект 1626 г.

Шато Бальруа, наиболее ранняя из дошедших до современности работ Мансара, отражает влияние на его стиль построек эпохи Генриха IV (таких как площадь Вогезов). Комплекс состоит из большого главного здания, одним фасадом обращённого к главному двору, а вторым к парку, и двух расположенных рядом с ним павильонов. Здания в основном возведены из грубого буровато-жёлтого кирпича с минимумом архитектурных украшений. Художественные акценты представлены выполненными из белого камня внешними углами сооружений и обрамлением окон из того же материала.

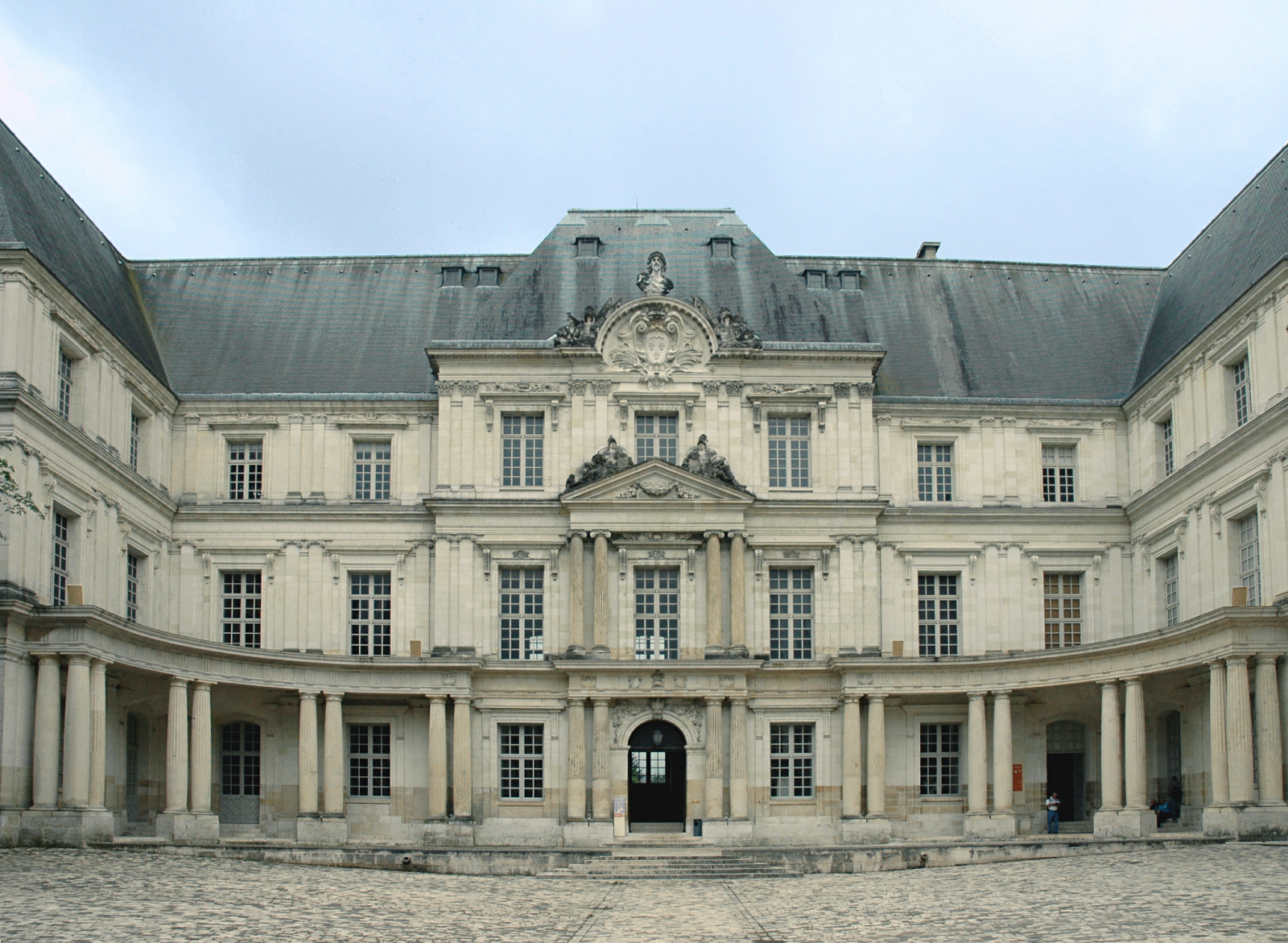
Замок Блуа. Крыло Гастона Орлеанского. 1634—1638

Переходной между стилями Высокого Возрождения и маньеризма, с одной стороны, и строгого классицизма, с другой, стала манера, в которой Мансар в 1632—1634 годах создал центрическую церковь Посещения Девой Марией Елисаветы. Часть замка Блуа, перестроенную для Гастона Орлеанского в сочетании стилей классицизма и барокко, отличают умелое использование световых эффектов, оригинальная пространственная композиция, сдержанность и гармоничная точность. Три этажа главного здания выполнены с использованием трёх разных классических ордеров — первый этаж дорический, второй ионический и третий коринфский. Венчает сооружение острая двускатная крыша, традиционная для Мансара. К парадному подъезду с обеих сторон примыкает изгибающаяся колоннада.

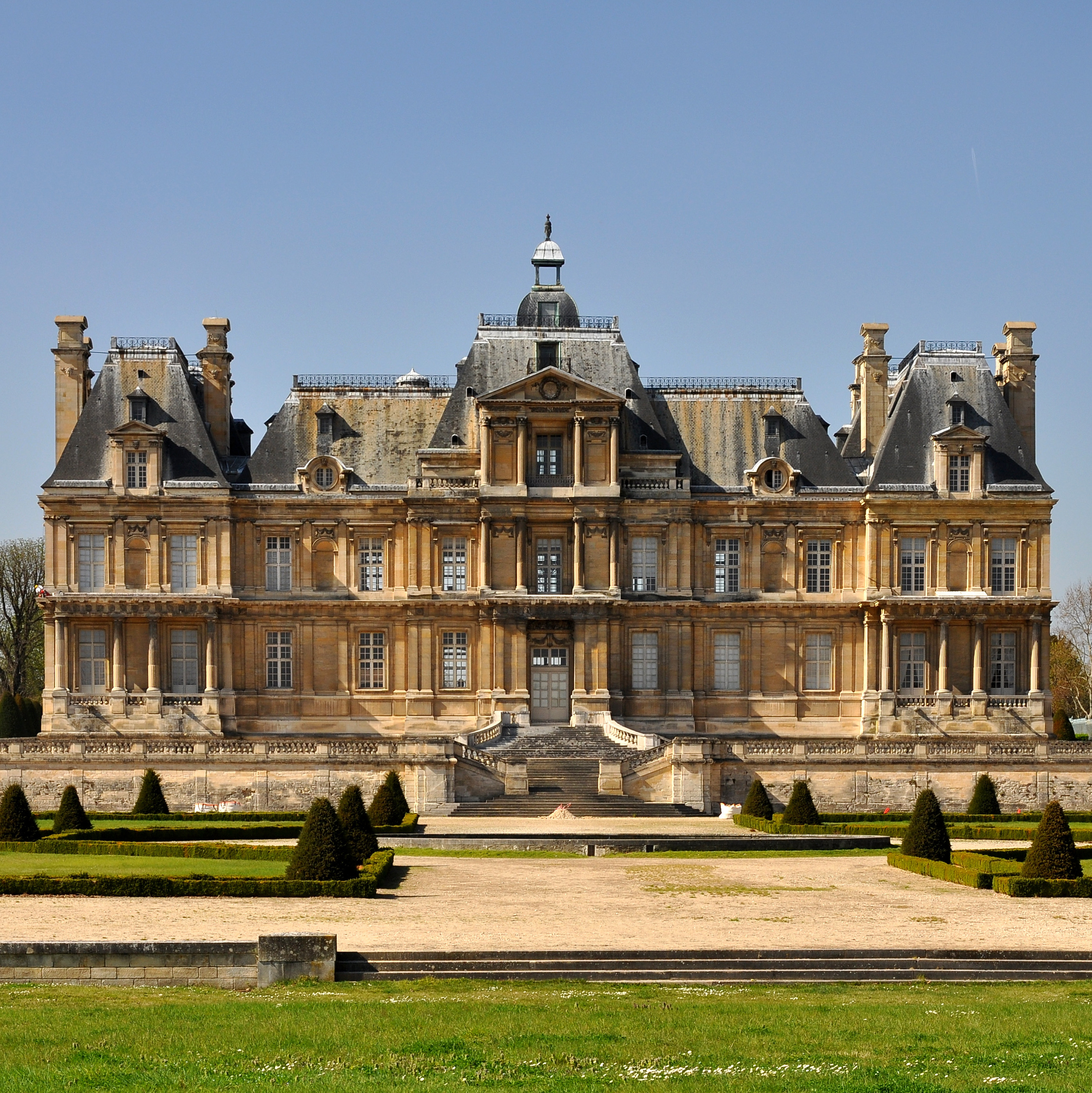
Замок Мезон-Лаффит. 1642—1649

Поскольку начатые Мансаром постройки, как правило, достраивались менее требовательными мастерами, до нашего времени почти не уцелело зданий, которые были бы построены целиком под его руководством. Все его парижские сооружения были впоследствии перестроены. Единственное исключение — дворец Мезон-Лаффит под Парижем. Это здание, строившееся с 1642 года, является единственным, в котором сохранились оригинальные интерьеры и великолепная наружная лестница. Интерьеры Мансара в этой постройке «перекликаются с фасадами», так как их отделка строго архитектонична. Этот принцип в дальнейшем использовал преемник Мансара в истории французской архитектуры —Луи Лево.
Планировка дома симметрична, как и в более ранних шато Мансара. Здание увенчано такой же высокой крышей, но архитектор уделил больше внимания рельефности фасадов с богатой раскреповкой колонн и пилястр, создающих игру светотени. Здание имеет два этажа, но выступающий центральный ризалит, увенчанный треугольным фронтоном, имеет три яруса с ордерной разработкой. Каждое из двух коротких прямоугольных крыльев, отходящих от главного корпуса, заканчивается также выступающими боковыми ризалитами. Изначально усадьба была окружена террасными парками, спроектированными Мансаром, однако до настоящего времени они не сохранились, и дворец окружён более поздними зданиями. Дворец Мезон-Лаффит стал образцом для западноевропейских загородных резиденций XVII—XVIII веков.
Церковь Валь-де-Грас, построенная Жаком Лемерсье в близком соответствии с планами Мансара, — самое барочное церковное сооружение Франции, хотя и весьма далёкое от стиля итальянского барокко. В основу композиции положен план в виде латинского креста. Значительно удлинённый правый рукав трансепта соединяет храм с клуатром бывшего монастыря. Фасад следует, согласно решениям Тридентского собора, концепции римских барочных церквей ордена иезуитов, или стиля трентино, но огромный барабан над средокрестием с непропорционально великим куполом, несколько напоминающий купол Коллежа Четырёх Наций Л. Лево (1668), придаёт архитектуре храма своеобразие.
Композиция «римского» фасада аналогична тем, что создавал Ж. Лемерсье в церкви Сорбонны (1635—1642) и Ж. Ардуэн-Мансар в церкви Дома инвалидов (1693—1706). Фасад образован двумя ярусами: первый имеет сильно выдвинутый вперёд портик со сдвоенными колоннами коринфского ордера (что несколько нарушает римскую традицию), над которым расположен треугольный фронтон; второй ярус также имеет треугольный фронтон и две большие волюты по сторонам. Раскрепованный антаблемент и разорванный фронтон верхнего яруса усиливают общую барочность фасада церкви. Интерьер церкви в данном случае контрастен экстерьеру: в нём доминирует классицистический принцип композиции.
Как воплощённые в жизнь, так и оставшиеся на бумаге проекты Франсуа Мансара (включая чертежи восточного крыла Лувра и купольной капеллы-усыпальницы Бурбонов в аббатстве Сен-Дени) оказали влияние на творчество его внучатых племянников Жюля Ардуэна-Мансара и Жака Габриэля Четвёртого. Другими архитекторами, испытавшими влияние Мансара, были Кристофер Рен, Иоганн Бернхард Фишер фон Эрлах и Никодемус Тессин Старший, а парковая архитектура Мансара повлияла на стиль его ученика Андре Ленотра.

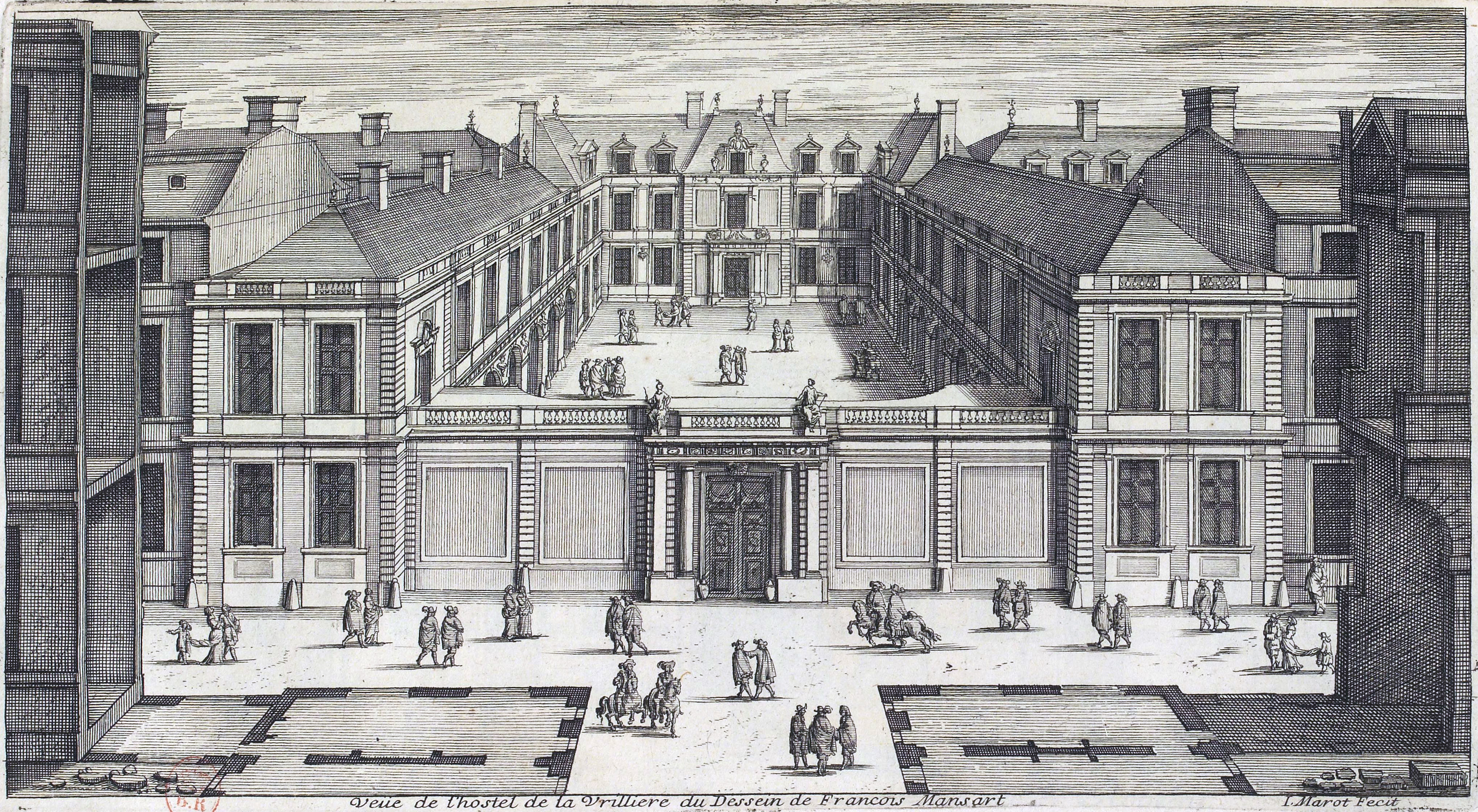
Отель Тулуз. 1635—1640. Париж. Гравюра Ж. Маро. 1686
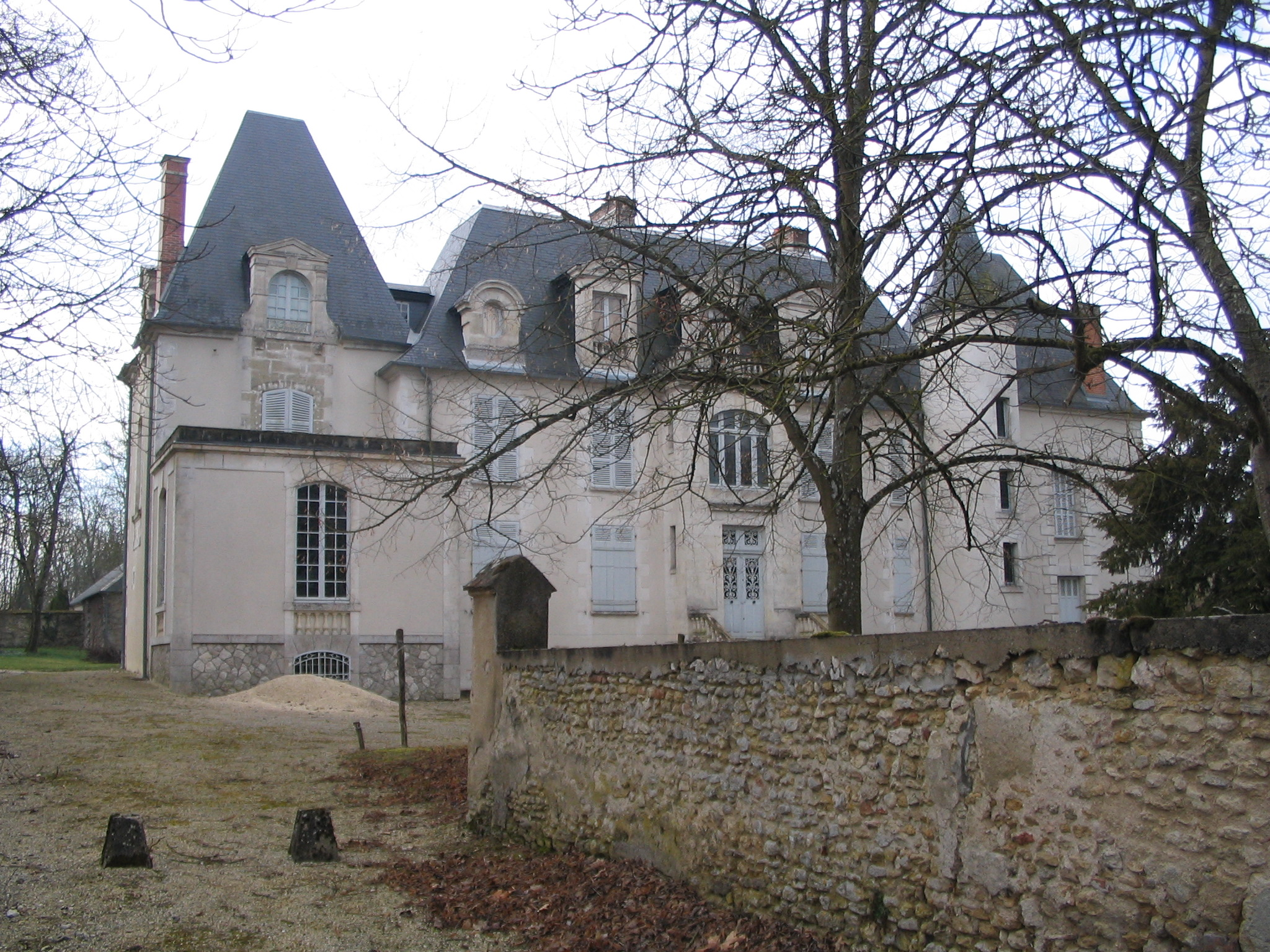
Шато Лазене, департамент Шер
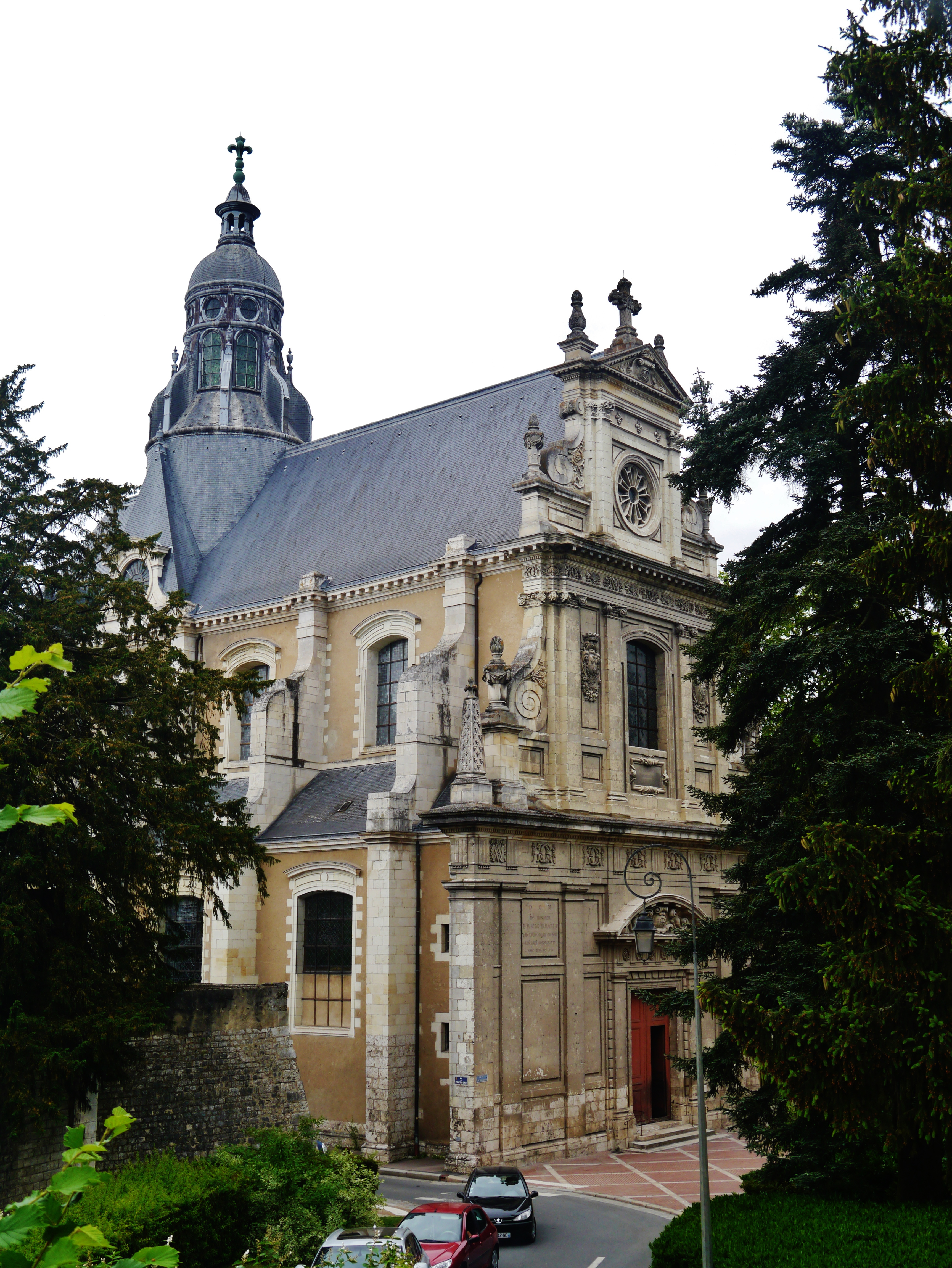
Церковь Сен-Венсан-де-Поль. Блуа
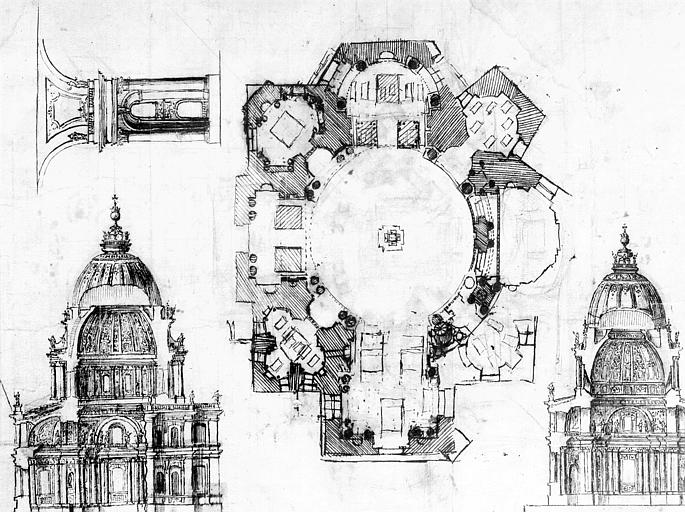
Эскизы капеллы-усыпальницы Бурбонов в аббатстве Сен-Дени. 1665. Национальная библиотека Франции, Париж
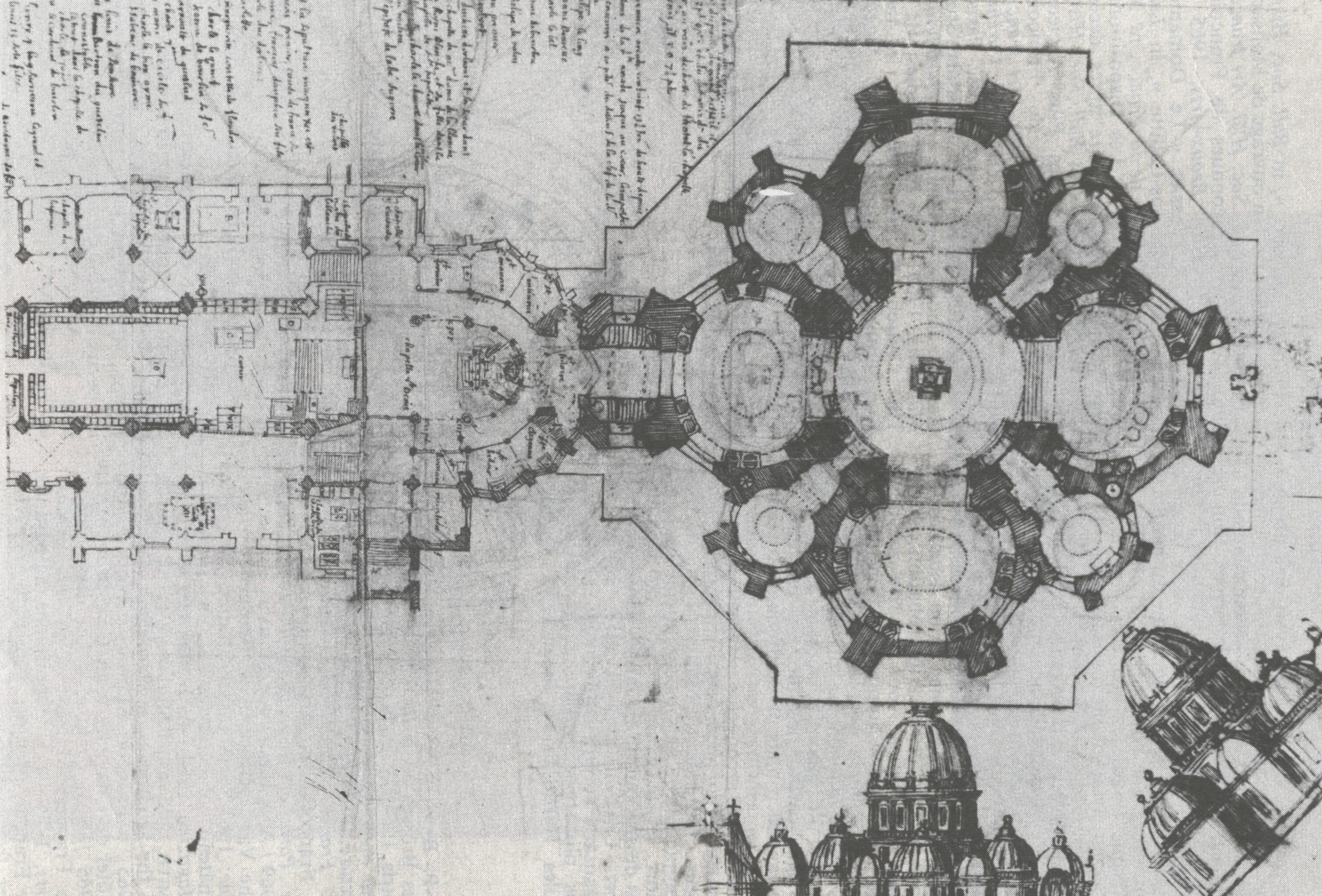
План капеллы Бурбонов
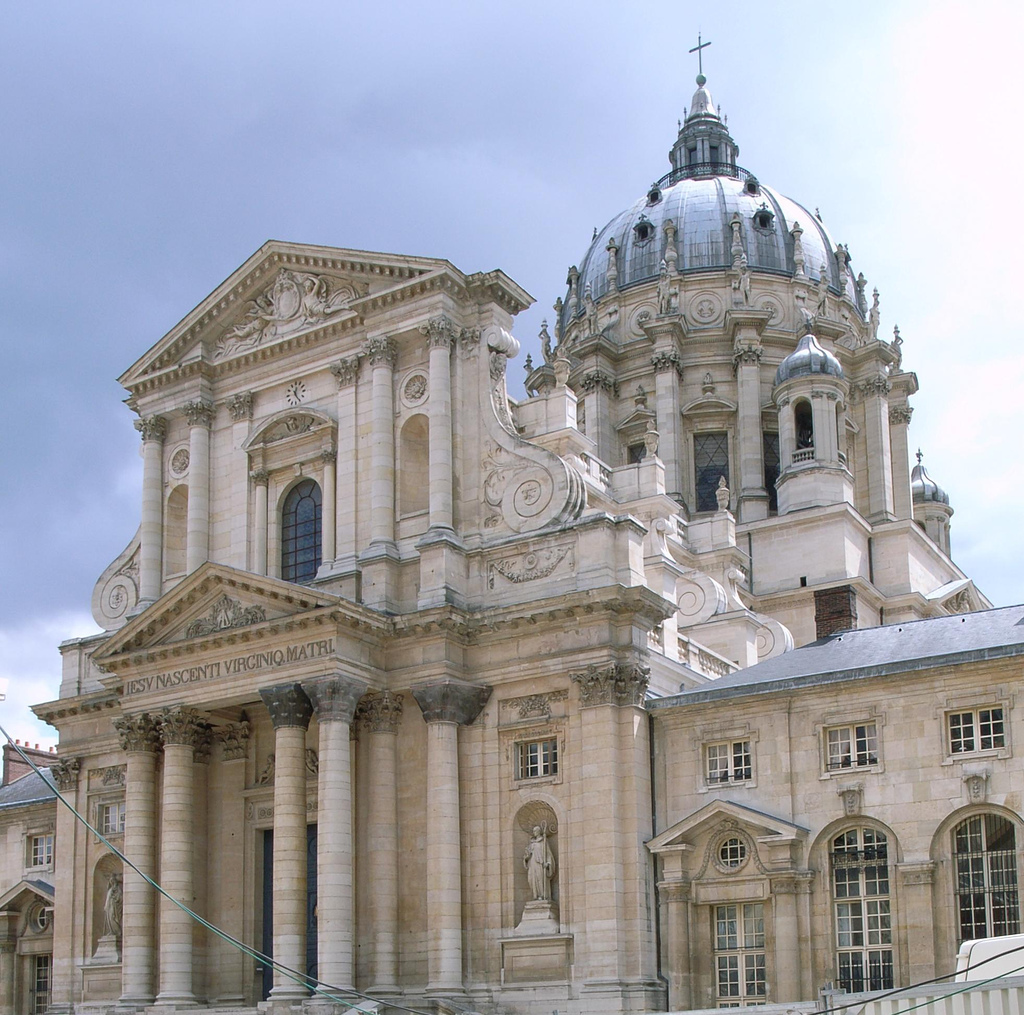
Церковь Валь-де-Грас. Проект 1667 г. Париж
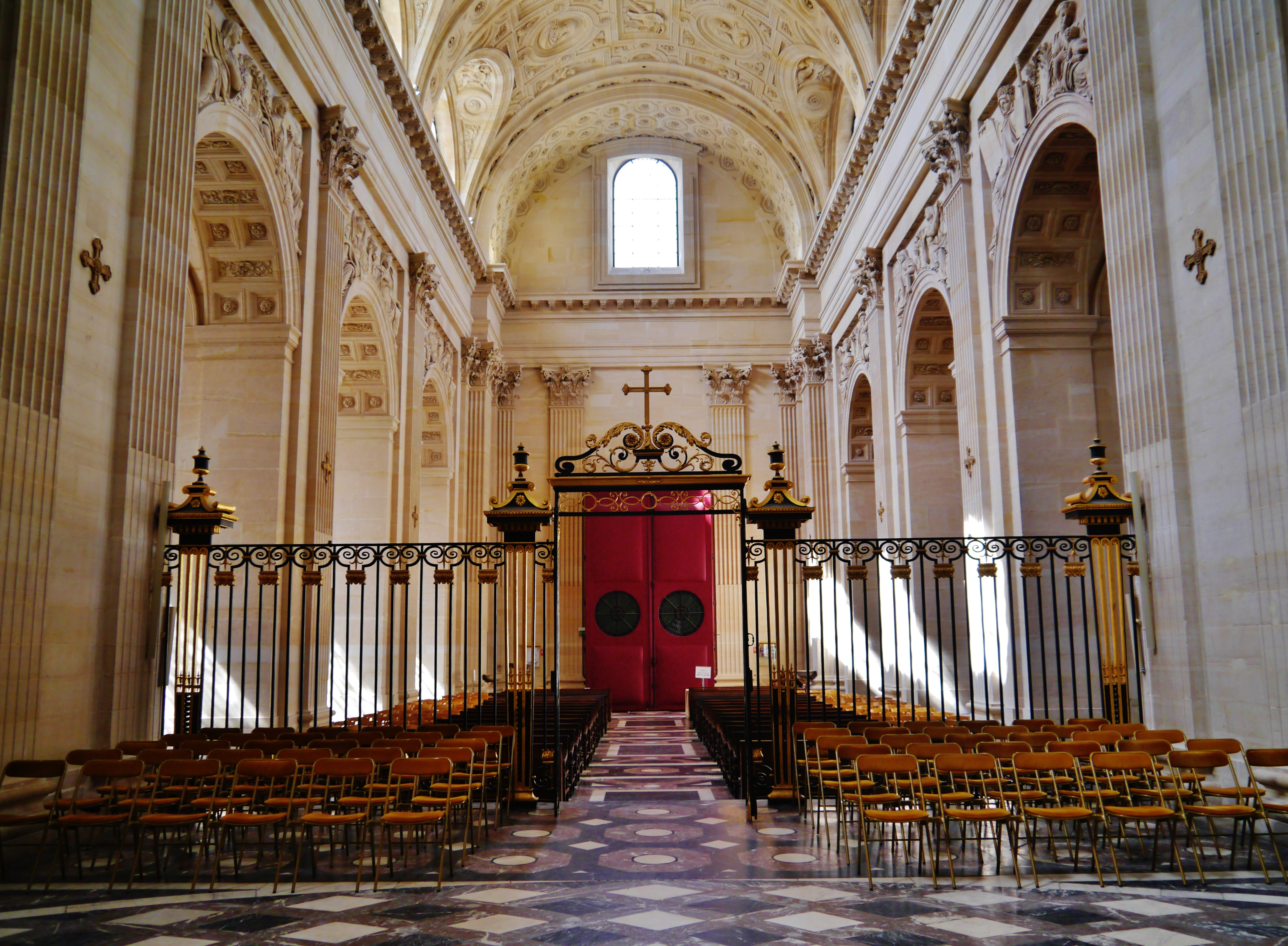
Главный неф церкви Валь-де-Грас
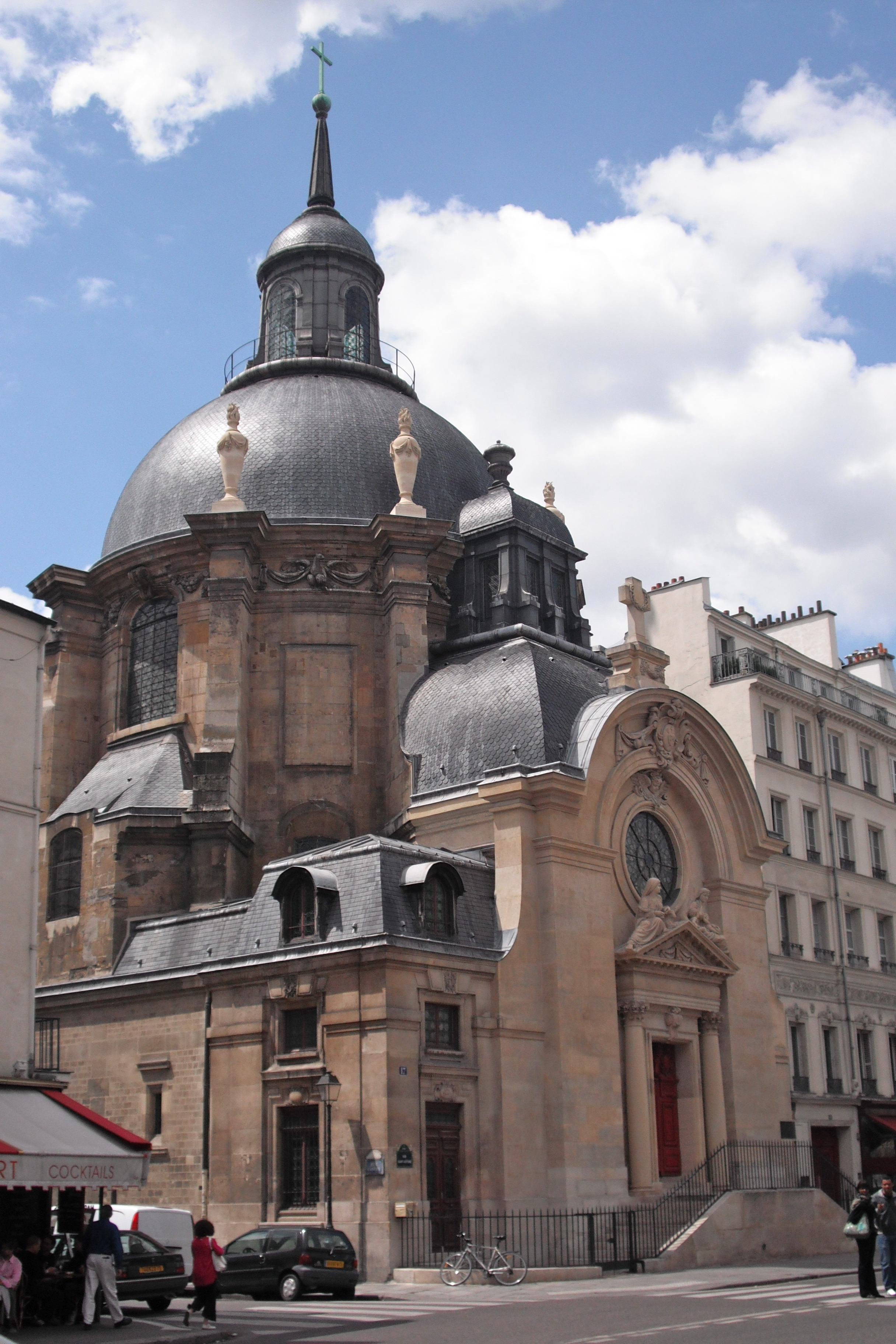
Церковь Маре. 1634. Париж